# 印海蓉
印海蓉（1968年10月—），出生于安徽省，中華人民共和國主播，中共黨員，十八大、十九大黨代表和中共上海市第九次党代会代表、上海市第十六届人大代表、十四届全国人大代表。早年在師範學院讀書。1985年參加上海电视台舉辦的“我爱祖国语言美”普通话电视评比活动。從1988年起印海蓉任上海广播电视台《新闻报道》主播，现为上海广播电视台融媒体中心首席主播。2019年起主持东方卫视日播人文节目《诗书画》（与曹可凡轮班主持）。
2010年獲得金話筒獎。2022年获得中国播音主持“金声奖”。曾與他人合著出版《简明现代汉语轻重格式词典》、《上海市普通话水平测试题库朗读范本》、《朗诵水平等级考试纲要》等。